# Fundación Franco-Estadounidense
La Fundación Franco-Estadounidense (French-American Foundation, en inglés) es una institución francesa que impulsa la cooperación entre Francia y los Estados Unidos.

## Historia
Fundada en Francia, en 1976, por un amplio grupo de personalidades, entre los que se contaban Alain Chevalier, David McGovern o Pierre Jouven, su oficialización tuvo lugar en Washington D. C., durante las celebraciones del Bicentenario de la Declaración de Independencia de los Estados Unidos, por los presidentes Valéry Giscard d'Estaing y Gerald Ford.
Su objetivo principal es reforzar los lazos entre los dos países, promoviendo el intercambio de ideas y el mantenimiento de un debate permanente sobre los temas de interés común. Una de sus acciones más importantes es el Programa "Young Leaders" (Jóvenes Líderes), creado en 1981, y en el que han participado numerosas personalidades relevantes de la política francesa, como Alain Juppé, Valérie Pécresse o François Hollande.